# Let's Wait Awhile
"Let's Wait Awhile" là một bài hát của ca sĩ người Mỹ Janet Jackson, phát hành như là đĩa đơn thứ 5 trích từ album phòng thu thứ ba của cô, Control (1986). Nó được sáng tác và sản xuất bởi Jackson cùng bộ đôi Jimmy Jam & Terry Lewis, với sự tham gia hỗ trợ viết lời từ Melanie Andrews. Đây cũng là bài hát đầu tiên mà nữ ca sĩ đồng sản xuất. Được lấy cảm hứng từ cuộc trò chuyện của Janet với một người bạn, bài hát nói về việc tiết dục và trì hoãn sự thân mật quá đà trong mối quan hệ.
Bài hát nhận được những phản ứng tích cực từ các nhà phê bình âm nhạc, trong đó họ đánh giá cao sự ngọt ngào của bài hát. Nó cũng được ca ngợi bởi thông điệp ý nghĩa truyền tải, và là một công cụ hữu hiệu để giảng dạy khuyến khích tiết dục. "Let's Wait Awhile" đạt vị trí thứ hai trên bảng xếp hạng Billboard Hot 100 và Adult Contemporary, cũng đạt hạng 3 ở Vương quốc Anh và 4 ở Ireland.
Một video ca nhạc cho bài hát được đạo bởi Dominic Sena với câu chuyện của một cặp vợ chồng trong tình yêu. Janet đã biểu diễn nó trong tất cả các chuyến lưu diễn của mình, và nhận được lời khen vì làm nổi bật giọng hát của cô. Bài hát đã được hát lại và lấy nhạc mẫu rất nhiều lần, cũng như xuất hiện làm nhạc phimc cho các phim truyền hình dài tập tại Brazil.

## Danh sách bài hát
Đĩa 7" tại Mỹ
A. "Let's Wait Awhile" (remix) – 4:30
B. "Pretty Boy" – 6:32
Đĩa 7" tại Vương quốc Anh và châu Âu
A. "Let's Wait Awhile" (remix) – 4:30
B. "Nasty" (Cool Summer Mix Phần 1 chỉnh sửa) – 4:10
Đĩa 12" tại Vương quốc Anh
A1. "Let's Wait Awhile" (remix) – 4:30
A2. "Nasty" (Cool Summer Mix Phần 1) – 7:57
B1. "Nasty" (Cool Summer Mix Phần 2) – 10:09
Đĩa 7" tại Vương quốc Anh - bản giới hạn
A. "Let's Wait Awhile" (remix) – 4:30
B. "Nasty" (Cool Summer Mix Phần 1 chỉnh sửa) – 4:10
C. "Nasty" (remix chỉnh sửa) – 3:40
D. "Control" (chỉnh sửa) – 3:26

## Xếp hạng và chứng nhận
| Bảng xếp hạng (1987)                 | Vị trí cao nhất |
| ------------------------------------ | --------------- |
| Australian Kent Music Report         | 21              |
| Belgian Singles Chart (Flanders)     | 15              |
| Canadian Singles Chart               | 11              |
| Dutch Top 40                         | 16              |
| German Singles Chart                 | 34              |
| Irish Singles Chart                  | 4               |
| New Zealand Singles Chart            | 26              |
| Swiss Singles Chart                  | 27              |
| UK Singles Chart                     | 3               |
| U.S. Billboard Hot 100               | 2               |
| U.S. Billboard Hot R&B/Hip-Hop Songs | 1               |
| U.S. Billboard Adult Contemporary    | 2               |

| Bảng xếp hạng (1987)   | Vị trí |
| ---------------------- | ------ |
| U.S. Billboard Hot 100 | 48     |

| Quốc gia                                                                           | Chứng nhận | Số đơn vị/doanh số chứng nhận |
| ---------------------------------------------------------------------------------- | ---------- | ----------------------------- |
| Anh Quốc (BPI)                                                                     | Bạc        | 250.000^                      |
| * Chứng nhận dựa theo doanh số tiêu thụ. ^ Chứng nhận dựa theo doanh số nhập hàng. |            |                               |